# Callionymus hainanensis
Callionymus hainanensis là một loài cá biển thuộc chi Callionymus trong họ Cá đàn lia. Loài này được mô tả lần đầu tiên vào năm 1966.

## Từ nguyên
Danh pháp khoa học của loài này bắt nguồn từ tên gọi của đảo Hải Nam, cũng là nơi đầu tiên tìm thấy chúng.

## Phân bố và môi trường sống
C. hainanensis có phạm vi phân bố ở Tây Thái Bình Dương.

## Mô tả
Mẫu vật lớn nhất của C. hainanensis có chiều dài cơ thể được ghi nhận là khoảng 7,7 cm.